# Buddha-Fabrik

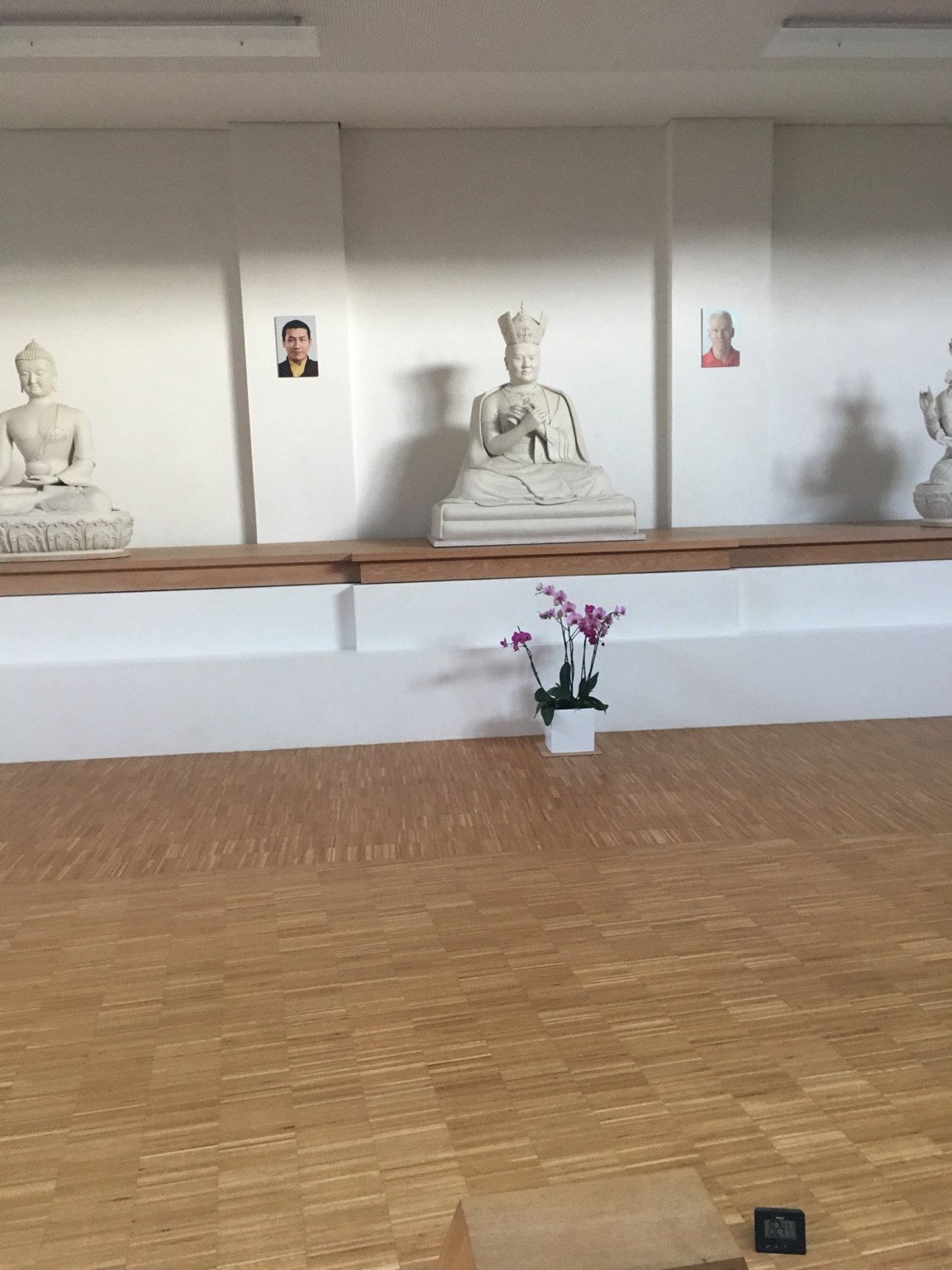
Die Gompa des Buddhistischen Zentrums, mit der Statue des 16. Karmapa in der Mitte

Die Buddha-Fabrik ist das buddhistische Zentrum in Braunschweig in der Kramerstraße 18 im Westlichen Ringgebiet. Träger ist der Diamantweg-Buddhismus.

## Geschichte
2003 kauften Braunschweiger Buddhisten die alte Eisengießerei in der Kramerstraße mit 1800 m² Nutzfläche, die sie ehrenamtlich sanierten. Zu Besuch waren dort u. a. Thaye Dorje, Ole Nydahl und Gyaltsen Rinpoche.

## Räumlichkeiten
Neben der Meditationshalle (Gompa) beherbergt die Einrichtung auch den buddhistischen Logos Buchverlag, ein Statuenbau-Atelier, das Vereinsheim und Wohnungen bzw. Gästezimmer.

## Gompa
Im Mittelpunkt steht die frei benutzbare 60 m² große Gompa. Dort werden Matten, Sitzkissen und Malas für die Meditation bereitgestellt. Auf einer Erhebung in der Front des Raumes befinden sich Statuen buddhistischer Persönlichkeiten wie der 16. Karmapa oder Siddhartha Gautama.